# Mario Götze
Mario Götze (Memmingen, Baviera, 3 de juny de 1992) és un futbolista alemany que actualment juga de centrecampista a l'Eintracht Frankfurt i a la Selecció d'Alemanya.

## Carrera esportiva
Va començar com a futbolista al SC Ronsberg. Ha estat subcampió de la Lliga de Campions de la UEFA amb el Borussia Dortmund, equip del qual formava el trident ofensiu, juntament amb Marco Reus i Robert Lewandowski.
El 2011 va ser guardonat amb el Premi Golden Boy, que és atorgat al millor futbolista mundial menor de 21 anys.
El juliol de 2013 fou el primer reforç del FC Bayern, l'equip rival del Borussia, en l'era Guardiola, amb un cost de 37 milions d'euros.
El 21 de desembre de 2013 jugà com a suplent a l'equip del FC Bayern de Múnic que esdevingué campió del Campionat del Món de Clubs de futbol 2013, a Marràqueix, Marroc, en derrotar per 2-0 el Raja Casablanca.
El 8 de maig de 2014 va ser inclòs pel seleccionador alemany Joachim Löw a la llista preliminar de 30 jugadors per a la fase final del mundial de 2014. Posteriorment, el juny de 2014 fou ratificat com un dels 23 seleccionats per a representar a Alemanya a la Copa del Món de Futbol de 2014 al Brasil.

## Palmarès
Borussia Dortmund
- 2 Bundesliga: 2010-11, 2011-12
- 2 Copes alemanyes: 2011-12, 2016-17
- 1 Supercopa alemanya: 2019

Fußball-Club Bayern München
- 1 Supercopa d'Europa: 2013[10][11]
- 1 Campionat del Món de Clubs 2013[3]
- 3 Bundesliga: 2013-14, 2014-15, 2015-16
- 2 Copes alemanyes: 2013-14, 2015-16

PSV Eindhoven
- 1 Copa neerlandesa: 2021-22
- 1 Supercopa neerlandesa: 2021

Selecció alemanya
- 1 Copa del Món: 2014
- 1 Campionat d'Europa sub-17: 2009